# Kabaru
Kabaru is een bestuurslaag in het regentschap Oost-Soemba van de provincie Oost-Nusa Tenggara, Indonesië. Kabaru telt 814 inwoners (volkstelling 2010).